# Barzdukai
Barzdukai jsou pruské mytické bytosti – mužíčci s dlouhými vousy žijící v podzemí. Slovo barzdukai má řadu variant: Barstucke, Parstucken, Barstuccas, Barsdukkas, v singuláru často jako berstuk. V německých textech z 16. a 17. století jsou popisováni jako malí mužíčci žijící v podzemí a označeni také německým slovem Wichtole nebo Wicholt. Podle Jana Maleckého jsou služebníky boha Puškaitise. Matthäus Prätorius na konci 17. století jej společně s kaukas a Markopete za boha štěstí. V pruské Nadravii podle něj lidé věří že slouží Puškaitisovi a žijí pod zemí v místech kde roste bez. Nabízí výklad jejich jména podle jejich dlouhé vousu, který vzhledem k tomu že bardza znamenalo „vous na bradě“ a barsdukkas „velký vous“ je pravděpodobně správný.
Jean Haudry považuje barzdukai za blízké lotyšským aitravasům, obdobě plivníka či domácího božstva, a první spojuje se zemí a vodou, zatímco druhé s ohněm a větrem.
Dánský spisovatel Bernhard Severin Ingemann z roku 1824 ve své knize Grundtræk til En Nord-Slavisk og Vendisk Gudelære vytvořil umělou mytologii Lužických Srbů a do ní použil tuto bytost jako jedno ze zlých božstev. Berstuk je pod něj hněvivé lesní božstvo vládnoucí lesním duchům zobrazované s kozími rohy.